# Donald Jay Grout
Donald Jay Grout (Rock Rapids, Iowa, 28 de septiembre de 1902 - Skeneateles, Nueva York, 9 de marzo de 1987) fue un musicólogo perteneciente a la primera generación de musicólogos estadounidenses, que recibieron una gran influencia de los músicos europeos emigrados durante la Segunda Guerra Mundial.

## Primeros años
Donald J. Grout se graduó en filosofía en la Universidad de Siracusa en 1923. Tras un breve periodo estudiando teología comenzó sus estudios de postgraduado de música en la Universidad de Harvard, recibiendo el graduado de AM en 1932 y de PhD en 1939. Entre 1933-1935 estudió en Francia, Alemania y Austria como beneficiario del John Knowles Paine Traveling Fellow Studies. Allí tuvo como profesores  a J. Th. Gérold en Estrasburgo como profesor de música francesa del siglo XVII y R.M. Haas en Viena como profesor de historia de la ópera y al profesor Prod´Homme. Entre 1925-1932 estudiaría también piano con Raymond Havens, Clara Larsen y George Proctor en Boston, dando allí su primer concierto público en 1932. Sin embargo, A.T. Davison y Otto Kinkeldey, de la Universidad de Harvard, ejercerían en Grout una mayor influencia. Hacia 1960 sus intereses comenzarían a centrarse en el terreno de la filosofía de la música y al retirarse de la vida activa de docente e investigador organizó el proyecto de edición de las óperas de Alessandro Scarlatti.

## Cargos y puestos
Grout obtuvo diversos cargos en diferentes universidades. Algunos de ellos son el Mills College, Carleton College, la Universidad de Harvard, la Universidad de Texas, la Universidad de Utrech y la Universidad de California en Berkeley. Fue nombrado profesor en la Universidad de Cornwell en 1945, haciéndose cargo en 1962 de la Given Foundation Chair of Musicology hasta 1970, momento en que fue nombrado profesor emérito. También fue nombrado profesor honorario del Eastman School of Music en la Universidad de Rochester.

Sin embargo sus intereses no se centraron exclusivamente en la docencia, ya que desempeñó otros cargos que compaginó con la enseñanza. Actuó como intérprete de piano (1926-1933) y como organista (1935-1951), siendo también organista en la Universidad de Cornwell (1945-1947), director del coro de la misma universidad (1957-1959) y director del Sage Chapel Choir (1945-1952). 

En el ámbito de la musicología, fue miembro de la Sociedad de Musicología de Francia, Italia y Holanda, presidente de la American Musicology Society (AMS) entre 1952-1954, y presidente (1961-1964) y vicepresidente (1965-1967) de la International Musicology Society (IMS) y organizador de su congreso internacional en 1961. Fue editor de la revista de la AMS, conocida como Journal of the AMS o JAMS entre 1948 y 1951. 

## Premios y reconocimientos
Recibió numerosos premios internacionales, como el Fulbright y el Guggenheim research fellowship de Italia (1952), el Fulbright fellowship de Utrech (1960) y Bélgica (1966) el Archibald Thompson Davison Medal for Musicology en 1962 y el George Arents Pioneer Medal de la Universidad de Siracusa en 1965. Recibió también reconocimientos honoríficos, siendo nombrado miembro de la Academia Americana de las Artes y las Ciencias en 1961, Miembro de la Academia Real de Bélgica en 1970, del Instituto Central de Investigaciones Mozartianas en Salzburgo y miembro del Instituto de Música Comparada de Berlín y de la Accademia Monteverdiana de Nueva York.

## Obras
La obra de Grout es muy extensa. En el terreno de la ópera, su trabajo comenzaría con su tesis doctoral, The Origins of the 'Opére comique'  de 1939, siendo su obra principal A Short History of Opera de 1947, una obra de referencia cuya autoridad se mantiene vigente en nuestros días. La obra más conocida de Donald J. Grout es A History of Western Music de 1960, libro en dos volúmenes que ha sido utilizado como manual básico de musicología, siendo reeditado en numerosas ocasiones. Las últimas rediciones cuentan con la participación de Claude V. Palisca y de J. Peter Buckholder.
- Los orígenes de la "opére comique", Universidad de Harvard, 1939.
- Breve historia de la ópera, Nueva York, 1947.
- La "Opére comique" y el "Théâtre italien" de 1715 a 1762, Barcelona, 1958. Dedicada al musicólogo español Higinio Anglés.
- Historia de la música occidental, Nueva York, 1960.
- Mozart en la historia de la ópera, Washington D. C., 1972
- Alessandro Scarlatti: introducción a sus óperas, Berkeley, 1979